# Середньоазійський ВТТ
Середньоазійський ВТТ (рос. СРЕДНЕАЗИАТСКИЙ ИТЛ, Сазлаг, Сазулон, Средне-Азиатские лагеря, Упр. Среднеазиатского ИТЛ и колоний НКВД Узбекской ССР, УИТЛК НКВД Узбекской ССР) — виправно-трудовий табір, що діяв в системі виправно-трудових установ СРСР з 1930 по 1943 р.

## Підпорядкування і дислокація
- Повноважне представництво ОГПУ по Середній Азії і УЛАГ-ГУЛАГ ОГПУ ;
- НКВД Узбецької РСР з 08.02.35 ;
- ГУЛАГ НКВС з 21.10.37;
- УВТТК НКВД Узбецької РСР з 29.07.39.

Дислокація: Узбецька РСР, м.Ташкент

## Виконувані роботи
- робота в радгоспах (в основному — бавовництво),
- робота на бавовняних з-дах, на власних підприємствах,
- меліоративні роботи,
- виробництво ширвжитку,
- вантажно-розвантажувальні роботи для Водтранса на Аральському морі (1930)

## Чисельність з/к
- 01.06.30 — 2660;
- 1931 — 11 700,
- 1932 — 17 723,
- 1933 — 18 286,
- 1934 — 20 494;
- 01.01.34 — 22 170,
- 01.01.35 — 25 831,
- 01.01.36 — 26 308,
- 01.01.37 — 26 865,
- 01.01.38 — 33 936,
- 01.10.38 — 36 6016,
- 01.01.39 — 34 240,
- 01.01.40 — 31 087 ;
- 01.01.41 — 12 034,
- 01.07.41 — 15 403;
- 01.01.42 — 29 446;
- 01.04.42 — 25 780,
- 01.01.43 — 36 125.